# شریشتیانسهولم
شریشتیانسهولم (به آلمانی: Christiansholm) یک شهر  در آلمان است که در رندسبورگ-اکرنفورده واقع شده‌است. شریشتیانسهولم ۲۶۸ نفر جمعیت دارد.